# Кумачове
Кумачо́ве — село в Україні, у Кальміуській міській громаді Кальміуського району Донецької області. Населення становить 1521 осіб.

## Географія
Село розташоване за 25 км від районного центру, на березі річки Грузький Яланчик.
Землі села межують із Матвієво-Курганським районом Ростовської області РФ.

## Історія
Раніше село було слободою, носило назву Покрово-Кіреєва Маріупольського повіту Катеринославської губернії. Слобода називалася ім'ям власника — гвардії поручика Андрія Кіреєва та Покровської церкви (1862).
З 2014 року, з початку війни на сході України, село тимчасово окуповане російськими загарбниками.
12 червня 2020 року, в ході децентралізації, село увійшло до складу Кальміуської міської громади.
17 липня 2020 року, в результаті адміністративно-територіальної реформи та ліквідації Старобешівського району, село увійшло до складу новоутвореного Кальміуського району.
19 листопада 2023 року Збройні сили України помстилися російським окупантам за ракетний удар по 128-й бригаді в Запорізькій області. Сили оборони накрили скупчення росіян із 810-ї бригади морської піхоти на Донеччині. Сталося це на їхнє свято — день ракетно-артилерійських військ. При цьому окупанти ретельно ховали це місце — воно було замасковане. Внаслідок цього загинули близько 25 окупантів, ще до сотні отримали поранення різного ступеня. Втрати серед командного складу як зазвичай окупанти ретельно приховали.

## Населення
За даними перепису 2001 року населення села становило 1903 особи, з них 20,28 % зазначили рідною мову українську та 79,35 % — російську.

## Освіта
У селі є загальноосвітня школа І—ІІІ ступенів.

## Особистість
- Буровков Петро Васильович — депутат Верховної Ради УРСР 9-го скликання.